# Visconde de Taveiro
Visconde de Taveiro é um título nobiliárquico criado por D. Maria II de Portugal, por Decreto de 26 de Fevereiro de 1851, em favor de Maria Rosa de Figueiredo da Cunha Eça Abreu e Melo de Lacerda e Lemos.
Titulares
1. Maria Rosa de Figueiredo da Cunha Eça Abreu e Melo de Lacerda e Lemos, 1.ª Viscondessa de Taveiro;
2. José Pedro Paulo de Melo da Cunha Sousa de Meneses Pais do Amaral, 2.º Visconde de Taveiro, 1.º Conde de Santar.

Após a Implantação da República Portuguesa, e com o fim do sistema nobiliárquico, usaram o título: 
1. Pedro Paulo José de Melo de Figueiredo Pais do Amaral, 3.º Visconde de Taveiro;
2. Maria Teresa de Lancastre de Melo, 4.ª Viscondessa de Taveiro, 3.ª Condessa de Santar;
3. José Luís de Melo de Vasconcelos e Sousa, 12.º conde de Óbidos, também 4.º marquês de Santa Iria, 13.º conde de Sabugal, 4.º conde de Santar e 5.º visconde de Taveiro;
4. Maria Luísa Austad de Vasconcellos e Sousa, 6.ª viscondessa de Taveiro.[2]